# Shadi Sadr
Shadi Sadr (en persa: شادی صدر‎; Teherán, 1974) es una abogada iraní, defensora de los derechos humanos, ensayista y periodista. Cofundó Justice for Iran (JFI) en 2010 y actualmente es la Directora Ejecutiva de la ONG.

## Biografía
Sadr se licenció en derecho y obtuvo una maestría en derecho internacional, ambas en la Universidad de Teherán (1999). Incluso antes de comenzar en la universidad, había trabajado como periodista para revistas juveniles, así como para varias revistas y periódicos.
Trabajó activamente como abogada de derechos humanos en Irán hasta 2009, además de dirigir Raahi, un centro de asesoramiento legal para mujeres vulnerables. En un aumento de la represión contra la sociedad civil en 2007, las autoridades iraníes cerraron Raahi. Sadr también fundó Mujeres en Irán en 2002, un sitio web dedicado a activistas por los derechos de las mujeres. También fue miembro fundadora del grupo feminista, Women's Field (Meydaan-e-Zanan) que inició varias campañas, incluida una campaña para eliminar la prohibición de que las mujeres entrasen en los estadios. Mientras estuvo en Irán, representó a varias mujeres condenadas a muerte por lapidación y ahorcamiento y, como resultado de sus extensas actividades, fue encarcelada en varias ocasiones antes de su exilio a Europa en 2009, donde cofundó la organización de derechos humanos Justice for Iran.

## Trayectoria profesional
Como experta en derechos humanos en Irán, Shadi Sadr ha dirigido muchas campañas y organizaciones que se han esforzado por erradicar las violaciones de los derechos humanos y las prácticas abusivas por parte del estado. 
Como abogada en ejercicio, Shadi Sadr ha defendido con éxito a varias activistas y periodistas en los tribunales, que habían sido condenadas a la ejecución. Es una de las iraníes que ha hecho campaña para erradicar la práctica de la pena capital por lapidación, particularmente de mujeres, en una campaña conocida como Stop Stoning Forever. Esta campaña es una de varias lanzadas por Women's Field, un grupo de derechos de las mujeres del cual Sadr era miembro. Este capítulo de la vida de Sadr ha sido retratado en el documental Women in Shroud que se mostró en el festival internacional de cine de derechos humanos en todo el mundo.
Después del terremoto de Bam en 2003, ayudó a organizar la recolecta de alimentos y suministros para mujeres y niños en el área de Bam. Sadr fue el abogada defensor de varios defensores de los derechos humanos, incluido Shiva Nazar Ahari, miembro del Comité de Reporteros de Derechos Humanos, arrestado el 14 de junio de 2009.
En 2010, con Shadi Amin, Shadi Sadr cofundó una nueva organización Justice for Iran (JFI) que tiene como objetivo abordar y erradicar la práctica de la impunidad que faculta a los funcionarios de la República Islámica del Irán para perpetrar violaciones generalizadas de los derechos humanos contra sus ciudadanos y para hacerlos responsables de sus acciones. 
Como Directora Ejecutiva de Justicia para Irán (JFI), ha supervisado la creación e implementación de varios proyectos de investigación sobre violaciones graves de los derechos de las minorías étnicas y religiosas, LGBT, mujeres y aquellos que son perseguidos debido a sus creencias políticas. También es coautora de Crime and Impunity: Sexual Torture of Women in Islamic Republic Prisons.
Shadi Sadr fue miembro del panel de jueces del Tribunal Popular Internacional (IPT) de 2015 sobre los crímenes ocurridos en Indonesia y el Tribunal Popular sobre Myanmar de 2017.

## Arresto
Shadi Sadr fue una de las 33 mujeres detenidas en marzo de 2007 después de reunirse frente a un tribunal de Teherán para protestar pacíficamente contra el juicio de cinco mujeres acusadas de "propaganda contra el sistema", "actuar contra la seguridad nacional" y "participar en una manifestación ilegal" en conexión con una manifestación del 12 de junio de 2006 en apoyo de los derechos de las mujeres. Sadr fue retenida durante quince días en la prisión de Evin antes de ser liberada bajo fianza.
El 17 de julio de 2009, Shadi Sadr fue golpeada por milicianos vestidos de civil y se la llevaron mientras se dirigía a la Universidad de Teherán por participar en una de las protestas electorales presidenciales posteriores a 2009. Caminaba por el bulevar Keshavarz con varias otras activistas femeninas cuando las personas vestidas de civil se acercaron y se negaron a identificarse o justificar sus acciones antes de obligarla a subir a un automóvil. Después de que ella escapó brevemente, sus compañeros fueron retenidos mientras la golpeaban y la obligaban a regresar al auto. Luego la llevó a un lugar desconocido. Fue liberada 11 días después, el 28 de julio de 2009
El 17 de mayo de 2010, fue condenada en ausencia en un tribunal revolucionario de Teherán por "actuar contra la seguridad nacional y dañar el orden público" y fue sentenciada a seis años de prisión con 74 latigazos.

## Premios y distinciones
- Premio Ida B. Wells a la valentía en el periodismo, 2004 de Women's eNews en sus premios anuales 21 Líderes para el siglo XXI,
- 2009: premio especial fundado por Lech Wałęsa, líder de la " Solidaridad " polaca y galardonado con el Premio Nobel de la Paz en 1983.
- 2009: premio holandés de derechos humanos, el Tulipán de Defensores de Derechos Humanos.[25]
- 2010: el Premio Alexander de la Facultad de Derecho de la Universidad de Santa Clara por su "incesante dedicación a defender la causa de las mujeres iraníes y arriesgar su libertad para defender a las personas acusadas y encarceladas injustamente".[26]
- 2010: el International Women of Courage Award EE. UU., Hillary Clinton, pero decidió no asistir y, en cambio, dedicó el premio a Shiva Nazar Ahari.[27]
- 2018 homenajeada en la quinta exhibición anual del Día Internacional de la Mujer de Harvard Law.[28]